# 第33回世界遺産委員会

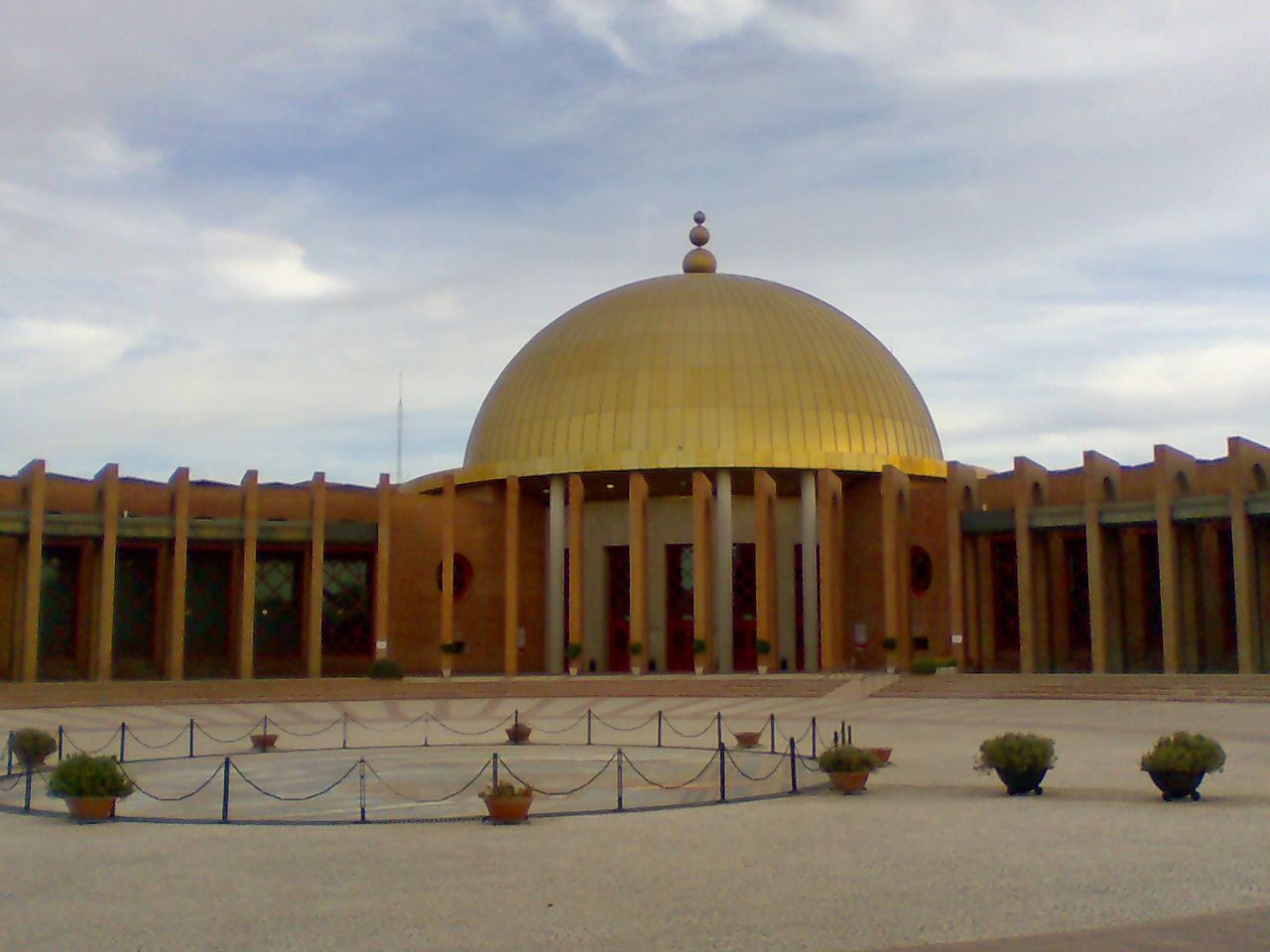
会場となったセビリア会議・展示センター

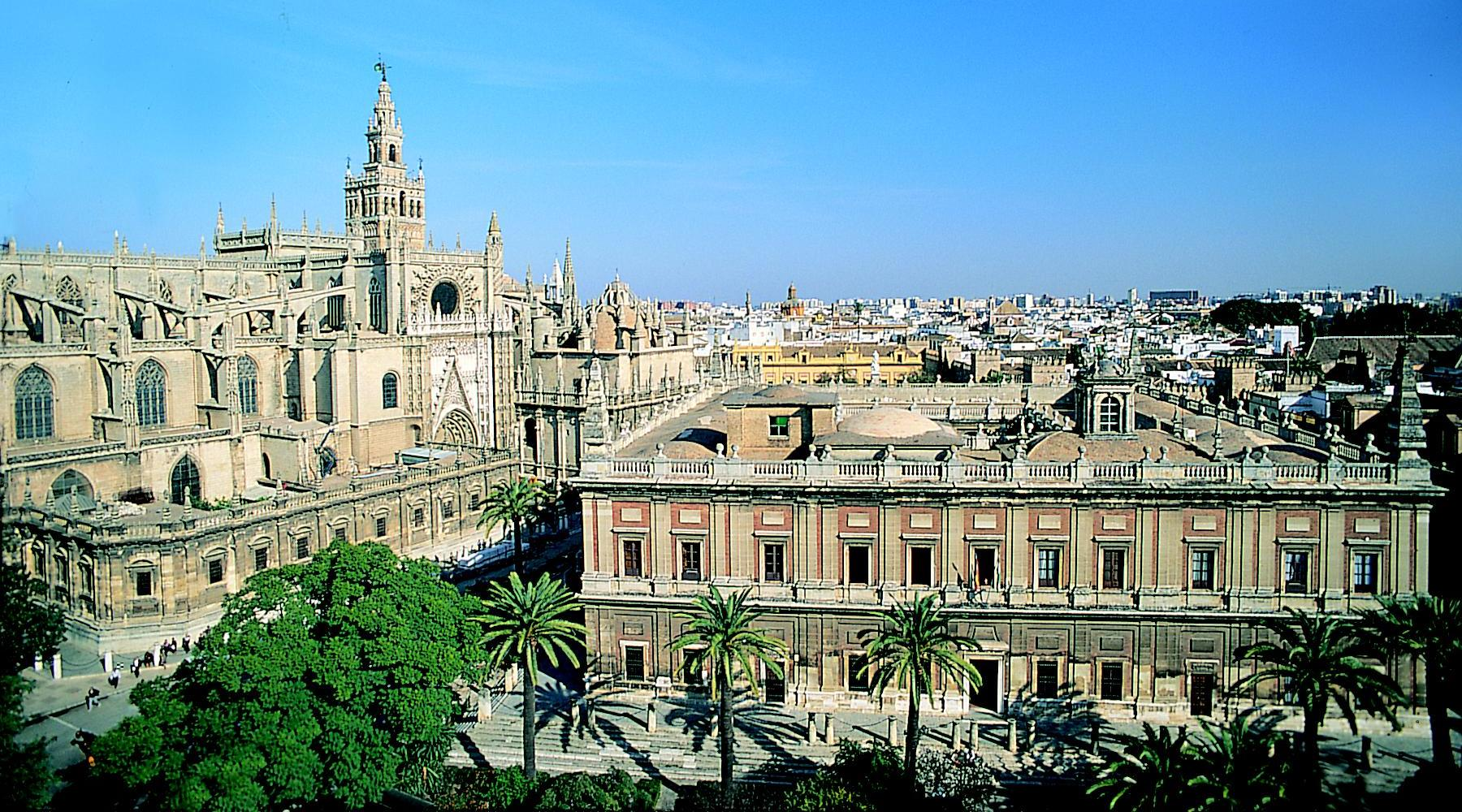
セビリアの大聖堂とインディアス古文書館

第33回世界遺産委員会（だい33かいせかいいさんいいんかい）は、2009年6月22日から6月30日にスペインのセビリアで開催された。セビリアは、1987年登録の世界遺産「セビリアの大聖堂、アルカサル、インディアス古文書館」を擁する都市であり、会場となったのは市内のセビリア会議・展示センターである。この世界遺産委員会では文化遺産11件、自然遺産2件が新規に登録されたが、ドレスデン・エルベ渓谷（ドイツ）が世界遺産リストから抹消されたため、世界遺産の総数は890件となった。

## 委員国
委員国は以下の通りである。地域区分はUNESCOに従っている。
| 議長国                 | スペイン       | 議長マリア・ヘスス・サン・セグンド（教育科学大臣）             |
| アジア・太平洋         | オーストラリア | 副議長国                                                       |
| アジア・太平洋         | 韓国           |                                                                |
| アジア・太平洋         | 中国           |                                                                |
| アラブ諸国             | チュニジア     | 副議長国                                                       |
| アラブ諸国             | バーレーン     |                                                                |
| アラブ諸国             | ヨルダン       |                                                                |
| アラブ諸国             | エジプト       |                                                                |
| アラブ諸国             | モロッコ       |                                                                |
| アフリカ               | ケニア         | 副議長国                                                       |
| アフリカ               | ナイジェリア   |                                                                |
| アフリカ               | マダガスカル   |                                                                |
| アフリカ               | モーリシャス   |                                                                |
| ヨーロッパ・北アメリカ | アメリカ合衆国 | 副議長国                                                       |
| ヨーロッパ・北アメリカ | イスラエル     |                                                                |
| ヨーロッパ・北アメリカ | スウェーデン   |                                                                |
| ヨーロッパ・北アメリカ | カナダ         |                                                                |
| カリブ・ラテンアメリカ | バルバドス     | 副議長国                                                       |
| カリブ・ラテンアメリカ | ブラジル       | 報告担当国。報告担当者はアントニオ・オタヴィオ・サ・リカルテ。 |
| カリブ・ラテンアメリカ | キューバ       |                                                                |
| カリブ・ラテンアメリカ | ペルー         |                                                                |

## 審議対象の推薦物件一覧
世界遺産は新規に自然遺産2件、文化遺産11件が登録された。新たに世界遺産保有国となったのは、キルギス、カーボベルデ、ブルキナファソの3か国であり、世界遺産保有国は148か国となった。
見送られたり取り下げられた物件も含めて、以下で審議結果を見ていくが、物件名に * 印が付いているものは既に登録されている物件の拡大登録申請である。太字は正式登録（既存物件の拡大などについては申請用件が承認）された物件。英語名とフランス語名は諮問機関の勧告文書に基づいている。

### 自然遺産
| 画像 | 推薦名                                                      | 推薦国           | 勧告   | 決議 |
| --- | ----------------------------------------------------------- | ---------------- | ------ | ---- |
| | ドロミーティ                                                | イタリア         | 登録   | 登録 |
| The Dolomites |                                                             | イタリア         | 登録   | 登録 |
| Les Dolomites |                                                             | イタリア         | 登録   | 登録 |
| ドロミーティは過去に度重なる地殻変動を経験し、その作用によって生み出された美しい山岳景観を備えている。また、中生代の化石の出土地でもある。適用された世界遺産の登録基準は (7) と (8) である。2007年の第31回世界遺産委員会にて登録延期決議が出されていた。 |                                                             |                  |        |      |
| | ワッデン海                                                  | オランダ/ ドイツ | 登録   | 登録 |
| The Wadden Sea |                                                             | オランダ/ ドイツ | 登録   | 登録 |
| La mer des Wadden |                                                             | オランダ/ ドイツ | 登録   | 登録 |
| ワッデン海には砂州や湿地などの地形が大規模かつ多様に形成されており、1200万羽もの渡り鳥が飛来するなど、湿地の生態系にとっても重要な保護区となっている。適用された世界遺産の登録基準は (8)、(9)、(10) である。第38回世界遺産委員会で、デンマーク方面にも拡大されることになる。 |                                                             |                  |        |      |
| | 韓国の白亜紀恐竜海岸                                        | 韓国             | 不登録 | ―    |
| Korean Cretaceous Dinosaur Coast |                                                             | 韓国             | 不登録 | ―    |
| Littoral coréen des dinosaures du Crétacé |                                                             | 韓国             | 不登録 | ―    |
| 白亜紀の恐竜の化石が出土する朝鮮半島南岸の地域などが推薦されたが、自然遺産の諮問機関である国際記念物遺跡会議 (IUCN) は生痕化石の出土地などとしての一定の評価をしたものの、地球規模での「顕著な普遍的価値」は認めずに、「不登録」を勧告した。不登録勧告を受けて、韓国当局は審議前に取り下げた。 |                                                             |                  |        |      |
| | トゥバタハ岩礁自然公園（「トゥバタハ岩礁海中公園」の拡大）* | フィリピン       | 承認   | 承認 |
| Tubbataha Reefs Natural Park (Extension of the Tubbataha Reef Marine Park) |                                                             | フィリピン       | 承認   | 承認 |
| Parc naturel du récif de Tubbataha (Extension du Parc marin du récif de Tubbataha) |                                                             | フィリピン       | 承認   | 承認 |
| トゥバタハ岩礁海中公園は1993年に登録された世界遺産で、パラワン島周囲の絶滅危惧種を含む多くの魚類、海鳥、海亀などの生息域になっている保護区である。2006年に公園名の変更と範囲の大幅な拡大が行われていたため、世界遺産名称と登録範囲もそれに合わせて変更することが認められた。 |                                                             |                  |        |      |
| | レユニオン島の尖峰群、圏谷群および絶壁群                    | フランス         | ―      | ―    |
| Pitons, Cirques and Remparts of Reunion Island |                                                             | フランス         | ―      | ―    |
| Pitons, cirques et remparts de l’ile de la Réunion |                                                             | フランス         | ―      | ―    |
| レユニオン島の火山活動によって生まれた複雑な地形が提示する景観美と、それによって育まれた独特の生物多様性とを特色とする物件だが、推薦国の要請によって、翌年に審議が延期された。その要請どおり翌年に行われた審議にて、世界遺産リストへの登録が決議されることになる。 |                                                             |                  |        |      |
| | レナ石柱自然公園                                            | ロシア           | 不登録 | ―    |
| Lena Pillars Nature Park |                                                             | ロシア           | 不登録 | ―    |
| Parc naturel des colonnes de la Lena |                                                             | ロシア           | 不登録 | ―    |
| レナ川沿岸に広がるカンブリア紀の岩石が隆起した景観が広がる地域で、その時期の化石の出土地としての重要性も併せ持っているが、IUCNの評価ではいずれの基準でも地球規模での「顕著な普遍的価値」を認められず、「不登録」を勧告された。不登録勧告を踏まえて、審議前に推薦が取り下げられた。なお、2012年の第36回世界遺産委員会で再推薦されたときにも、諮問機関は「登録延期」という比較的厳しい評価を下していたが、逆転で登録されることになる。 |                                                             |                  |        |      |

### 複合遺産
| 画像 | 推薦名                                                                          | 推薦国     | 勧告                            | 決議               |
| --- | ------------------------------------------------------------------------------- | ---------- | ------------------------------- | ------------------ |
| | ロニスコ・ポリェ自然公園 - サヴァ川中央盆地の生き生きとした景観と氾濫原の生態系 | クロアチア | どちらも不登録                  | ―                  |
| Lonjsko Polje Nature Park – A Living Landscape and the Floodplain Ecosystem of the Central Sava Basin |                                                                                 | クロアチア | どちらも不登録                  | ―                  |
| Parc naturel de Lonjsko Polje - paysage vivant et écosystème de plaine inondable du bassin central de la Save |                                                                                 | クロアチア | どちらも不登録                  | ―                  |
| ロニスコ・ポリェは、かつてヨーロッパ世界とオスマン帝国の境界に当たっていた軍事的要衝であり、中世以来の独特の農牧畜業が営まれている地域でもあった。しかし、文化遺産の諮問機関である国際記念物遺跡会議 (ICOMOS) は価値の証明が不十分すぎることなどを理由に不登録を勧告した。また、自然遺産の諮問機関である国際自然保護連合 (IUCN) は、推薦されていた生物相の特殊性について、既存の世界遺産に比べて特段の価値を認められないなどとして斥けた。これらを踏まえ、クロアチア当局は審議前に推薦を取り下げた。 |                                                                                 |            |                                 |                    |
| | 五台山                                                                          | 中国       | （自然）不登録 （文化）情報照会 | 文化遺産として登録 |
| Mount Wutai |                                                                                 | 中国       | （自然）不登録 （文化）情報照会 | 文化遺産として登録 |
| Mont Wutai |                                                                                 | 中国       | （自然）不登録 （文化）情報照会 | 文化遺産として登録 |
| 五台山は文殊菩薩の聖地として、2000年近くにわたって建設されてきた数々の仏教寺院とともに、優れた文化的景観を形成していることが評価されての登録である。自然遺産としての価値は認められなかったものの、世界遺産の登録基準のうち、(2)、(3)、(4)、(6) の適用が認められ、文化遺産としての登録となった。 |                                                                                 |            |                                 |                    |
| | オルヘユル・ヴェキの文化的景観                                                  | モルドバ   | （自然）不登録 （文化）登録延期 | ―                  |
| The Cultural Landscape Orheiul Vechi |                                                                                 | モルドバ   | （自然）不登録 （文化）登録延期 | ―                  |
| Le paysage culturel Orheiul Vechi |                                                                                 | モルドバ   | （自然）不登録 （文化）登録延期 | ―                  |
| オルヘユル・ヴェキはオルヘイ県のラウト川沿いの崖にある。自然の要害として、旧石器時代には人が住み始め、古代のダキア人の時代から16世紀のモルダヴィア公国時代まで、様々な防衛施設が築かれ、岩窟修道院群なども築かれた。しかし、ICOMOSは顕著な普遍的価値を示すには分析が不十分であることなどを指摘した。他方、自然遺産要素として推薦されていた自然美については、IUCNから国レベルでの価値を認められたが、世界遺産としては否定された。これらの勧告を受けて、モルドバ当局は審議前に推薦を取り下げた。       |                                                                                 |            |                                 |                    |

### 文化遺産
| 画像 | 推薦名 | 推薦国                                                 | 勧告     | 決議         |
| --- | --- | ------------------------------------------------------ | -------- | ------------ |
| | ブエノスアイレスの文化的景観                                                                                                | アルゼンチン                                           | ―        | ―            |
| Cultural Landscape of Buenos Aires | | アルゼンチン                                           | ―        | ―            |
| Argentine Paysage culturel de Buenos Aires | | アルゼンチン                                           | ―        | ―            |
| アルゼンチンの首都ブエノスアイレスは前年の第32回世界遺産委員会で取り下げられた物件の再審議であったが、勧告が出される前に推薦国が取り下げた。 | |                                                        |          |              |
| | ポントカサステ水路橋と運河                                                                                                  | イギリス                                               | 登録     | 登録         |
| Pontcysyllte Aqueduct and Canal | | イギリス                                               | 登録     | 登録         |
| Le pont-canal et le canal de Pontcysyllte | | イギリス                                               | 登録     | 登録         |
| ポントカサステ水路橋と運河はウェールズに残る産業遺産であり、技師トーマス・テルフォードが手がけた産業革命期の土木建築物の傑作として評価された。適用された世界遺産の登録基準は (1)、(2)、(4) である。 | |                                                        |          |              |
| | ガリラヤのキリスト教関連遺跡群                                                                                              | イスラエル                                             | ―        | ―            |
| Sites of Christianity in the Galilee | | イスラエル                                             | ―        | ―            |
| Sites de la chrétienté en Galilée | | イスラエル                                             | ―        | ―            |
| ガリラヤはイエス・キリストの主要な宣教の地とされる場所だが、この物件については、諮問機関の勧告が出される前に推薦国が取り下げた。 | |                                                        |          |              |
| | ダンの三連アーチ門 | イスラエル                                             | 登録     | 登録の見送り |
| The Triple-arch Gate at Dan | | イスラエル                                             | 登録     | 登録の見送り |
| La porte aux trois arches de Dan | | イスラエル                                             | 登録     | 登録の見送り |
| テル・ダンはヘルモン山の麓に位置した古代のテル（遺丘）である。そこに残されたアーチ状構造物が並んだ門は、古代の優れた技術的遺産として、前年の第32回世界遺産委員会の時点で登録が妥当とされたが、法的・技術的状況などの確認のために「情報照会」決議となっていた。今回もその問題が未解消として、実際の登録は翌年以降への持ち越しとされた。なお、第34回、第35回の審議でも引き続き先送りされ、第38回終了時点で未登録である。 | |                                                        |          |              |
| | イタリアのロンゴバルド族 : 権力と崇拝の場所群（紀元568 - 774年）                                                            | イタリア                                               | 登録延期 | ―            |
| Italia Langobardorum. Places of power and worship (568-774 A.D.) | | イタリア                                               | 登録延期 | ―            |
| Italia Langobardorum. Lieux de pouvoir et de culte (568-774 ap. J.C.) | | イタリア                                               | 登録延期 | ―            |
| ロンゴバルド王国時代の建築様式の変遷を伝える物件群を対象としたこの物件については、審議前に推薦国が取り下げた。構成資産を見直した上で、2011年の第35回世界遺産委員会で「イタリアのロンゴバルド族:権勢の足跡 (568-774年)」として登録されることになる。 | |                                                        |          |              |
| | シューシュタルの歴史的水利システム : 古代から現代に至る橋梁群、堰堤群、運河群、建造物群および水車群                         | イラン                                                 | 登録     | 登録         |
| Shushtar Historical Hydraulic System. Bridges, dams, canals, buildings and watermills from ancient time to present | | イラン                                                 | 登録     | 登録         |
| Le système hydraulique historique de Shushtar : ponts, barrages, canaux, constructions et moulins, du passé au présent | | イラン                                                 | 登録     | 登録         |
| シューシュタルの歴史的水利システム群は、古いものでは紀元前5世紀にまで遡るとされており、今なお灌漑用に使用されている運河などを含んでいる。適用された世界遺産の登録基準は (1)、(2)、(5) である。登録時の名称は「シューシュタルの歴史的水利システム」として簡略化されたが、当初の名称に表れていたように、登録対象は橋梁、堰堤、運河、水位測定用の塔や、サラセル城など、多岐に渡る建造物や施設群が登録されている。 | |                                                        |          |              |
| | グラーツの市街-歴史地区とエッゲンベルク城（「グラーツ市街の歴史地区」の拡大）*                                              | オーストリア                                           | 登録延期 | 情報照会     |
| City of Graz – Historic Centre and Schloss Eggenberg (Extension to the City of Graz – Historic Centre) | | オーストリア                                           | 登録延期 | 情報照会     |
| Ville de Graz – Centre historique et château d’Eggenberg (Extension de la Ville de Graz – Centre historique) | | オーストリア                                           | 登録延期 | 情報照会     |
| グラーツ市街は1999年に世界遺産に登録された歴史地区で、中欧における様々な建築様式の流入と調和の好例と認められたものだった。マニエリスム様式を基調とするエッゲンベルク城も、世界遺産の価値を強化するものとして推薦されたが、第30回世界遺産委員会に続きこの年の登録も見送られた。翌年の第34回世界遺産委員会で拡大登録が認められることになる。 | |                                                        |          |              |
| | リベイラ・グランデの歴史地区シダーデ・ヴェーリャ                                                                            | カーボベルデ                                           | 情報照会 | 登録         |
| Cidade Velha, Historic Centre of Ribeira Grande | | カーボベルデ                                           | 情報照会 | 登録         |
| Cidade Velha, centre historique de Ribeira Grande | | カーボベルデ                                           | 情報照会 | 登録         |
| シダーデ・ヴェーリャはヨーロッパ諸国が熱帯に築いた最初の植民都市であるとともに、かつて西アフリカの奴隷貿易の拠点のひとつとなっていた。この物件は、カーボベルデ初の世界遺産となった。適用された登録基準は (2)、(3)、(6) である。 | |                                                        |          |              |
| | 聖なる山スライマン＝トー | キルギス                                               | 登録     | 登録         |
| Sulamain-Too [sic] Sacred Mountain | | キルギス                                               | 登録     | 登録         |
| Montagne sacrée de Sulamain-Too [sic] | | キルギス                                               | 登録     | 登録         |
| スライマン＝トーはキルギスのオシ近郊にある古来聖なる山として崇拝されてきた山で、イスラームの流入によってモスクなども建てられたが、この山では伝統的な信仰も残り続けている。中央アジアにしばしば見られる伝統宗教とイスラームが混在する聖なる山の優れた例証として2007年に推薦されたときには「情報照会」決議となったが、今回の推薦では諮問機関からも「登録」勧告を受け、キルギス初の世界遺産となった。適用された世界遺産の登録基準は (3)、(4)、(6) である。 | |                                                        |          |              |
| | グラン・バッサムの歴史都市                                                                                                  | コートジボワール                                       | 登録延期 | 情報照会     |
| Historic town of Grand-Bassam | | コートジボワール                                       | 登録延期 | 情報照会     |
| Ville historique de Grand-Bassam | | コートジボワール                                       | 登録延期 | 情報照会     |
| グラン・バッサムはフランス植民地時代のコートジボワールで最初におかれた首都であり、旧市街には歴史的建造物群が残されている。自然遺産しか持たなかったコートジボワールにとって、文化遺産の登録は強く望まれていたが、この年の推薦では、登録範囲の不備などによって登録が見送られた。しかし、2012年の第36回世界遺産委員会で登録されることになる。 | |                                                        |          |              |
| | ラ・ショー＝ド＝フォンとル・ロックル、時計製造業の都市計画                                                                  | スイス                                                 | 登録     | 登録         |
| La Chaux-de-Fonds / Le Locle, Clock-making town planning | | スイス                                                 | 登録     | 登録         |
| La Chaux-de-Fonds / Le Locle, urbanisme horloger | | スイス                                                 | 登録     | 登録         |
| ラ・ショー＝ド＝フォンとル・ロックルは、ともにスイスの伝統的な時計産業に適合するように設計された、19世紀の都市計画が良好に保存されている都市である。適用された世界遺産の登録基準は (4) である。 | |                                                        |          |              |
| | ヘルシングランドの農家と村落群                                                                                              | スウェーデン                                           | 登録延期 | 登録延期     |
| Farms and Villages in Hälsingland | | スウェーデン                                           | 登録延期 | 登録延期     |
| Fermes et villages de Hälsingland | | スウェーデン                                           | 登録延期 | 登録延期     |
| スウェーデンのヘルシングランド地方には、独特の装飾が施された農家群が残されている。この物件は、2012年の第36回世界遺産委員会に再推薦されたときにも、諮問機関の勧告は「情報照会」にとどまるが、「ヘルシングランドの装飾農場家屋群」として逆転で登録されることになる。 | |                                                        |          |              |
| | ヘラクレスの塔 | スペイン                                               | 登録     | 登録         |
| Tower of Hercules | | スペイン                                               | 登録     | 登録         |
| La Tour d’Hercule | | スペイン                                               | 登録     | 登録         |
| ヘラクレスの塔は、古代ローマ時代に建設された灯台であり、部分的に当時の姿をとどめている。その時代に建設された灯台で、いまも機能するものは他にない。適用された世界遺産の登録基準は (3) である。 | |                                                        |          |              |
| | 大陸をまたぐ水銀の道であり銀の道でもあるカミノ・レアル途上のアルマデン、イドリヤ、サン・ルイス・ポトシ                      | スペイン/ スロベニア/ メキシコ                         | 登録延期 | 情報照会     |
| The Mercury and Silver Binomial on the Intercontinental Camino Real. Almadén, Idrija and San Luis Potosí | | スペイン/ スロベニア/ メキシコ                         | 登録延期 | 情報照会     |
| Le binôme du mercure et de l’argent sur le Camino Real Intercontinental, Almadén, Idrija, et San Luis Potosí | | スペイン/ スロベニア/ メキシコ                         | 登録延期 | 情報照会     |
| スペイン帝国における銀の生産・搬出と、それを支えた水銀の生産・流通に関わる物件で、大陸を越える世界遺産推薦物件の一つ。翌年の再審査でも認められず、構成資産見直しの上で、メキシコを外す形で2012年の第36回世界遺産委員会にて登録された（水銀の遺産アルマデンとイドリヤ参照）。 | |                                                        |          |              |
| | セルウィラ・マンガラ・ラジャ・マハ・ヴィハーラ（「聖地キャンディ」の拡大）*                                                 | スリランカ                                             | 不承認   | ―            |
| Seruwila Mangala Raja Maha Viharaya (Extension of the Sacred City of Kandy) | | スリランカ                                             | 不承認   | ―            |
| Seruwila Mangala Raja Maha Viharaya (Extension de la Ville sacrée de Kandy) | | スリランカ                                             | 不承認   | ―            |
| 「聖地キャンディ」は、ダラダー・マーリガーワ寺院（仏歯寺）をはじめとする多くの寺院を擁する重要な仏教聖地として1988年に世界遺産登録された。この拡大申請は、東部州トリンコマリー県に残る紀元前2世紀に成立した聖地のひとつ、セルウィラ・マンガラ・ラジャ・マハ・ヴィハーラを加え、「聖地キャンディと仏舎利の残るスリランカの寺院群」と名称変更することを企図したものだった。しかし、ICOMOSはこの物件を拡大登録することがキャンディの顕著な普遍的価値を強化することにどう繋がるのかや、数ある聖地の中でなぜこの物件のみが拡大候補とされたのかなどが示されていないとして、不登録を勧告した。それを受けて、スリランカ当局は推薦を取り下げた。 | |                                                        |          |              |
| | レヴォチャおよびスピシュ地方の名工パヴォルの作品（「スピシュスキー城とその関連する文化財」の拡大登録）*                     | スロバキア                                             | 承認     | 承認         |
| Levoča and the Work of Master Paul in Spiš (Extension to Spišský Hrad and its Associated Cultural Monuments) | | スロバキア                                             | 承認     | 承認         |
| Levoča et les oeuvres de Maître Paul à Spiš (Extension de Spišský Hrad et les monuments culturels associés) | | スロバキア                                             | 承認     | 承認         |
| スピシュスキー城とその周辺は、東ヨーロッパにおける中世的集落を良好に保存するものとして1993年に世界遺産リストに登録されていた。中世に築かれた城塞都市レヴォチャ、およびその町に残る名工パヴォルが手がけた木造祭壇などは、この物件の価値を強化するものとして拡大が認められた。拡大登録に伴い、「レヴォチャ歴史地区、スピシュスキー城及びその関連する文化財」と改名された。 | |                                                        |          |              |
| | 朝鮮王陵 | 韓国                                                   | 登録     | 登録         |
| Royal Tombs of the Joseon Dynasty | | 韓国                                                   | 登録     | 登録         |
| Tombes royales de la dynastie Joseon | | 韓国                                                   | 登録     | 登録         |
| 李氏朝鮮の18箇所40基の王墓群を対象としており、景観に配慮した立地の共通性などが見られる。朝鮮半島の主要な歴史的王墓の世界遺産として、高句麗古墳群（北朝鮮、2004年登録）、慶州歴史地域（韓国、2000年登録。新羅の王墓が含まれる）などに続くものである。適用された世界遺産の登録基準は (3)、(4)、(6) である。 | |                                                        |          |              |
| | 大モラヴィアの遺跡群 : ミクルツィツェのスラヴ人要塞施設とコプツァニのアンティオキアの聖マルガリタ聖堂                       | チェコ/ スロバキア                                     | 不登録   | ―            |
| Sites of Great Moravia: Slavonic Fortified Settlement at Mikulčice – Church of St Margaret of Antioch at Kopčany | | チェコ/ スロバキア                                     | 不登録   | ―            |
| Sites de Grande-Moravie : établissement fortifié slave à Mikulčice – église Sainte-Marguerite d’Antioche à Kopčany | | チェコ/ スロバキア                                     | 不登録   | ―            |
| 中世の大モラヴィア王国時代の文化的影響関係を伝える遺産として推薦されたが、登録名にも挙げられている要塞や聖堂が、そうしたモラヴィアの歴史的位置をどう示しているのかの証明がなされていないなどとして、ICOMOSからは「不登録」を勧告された。勧告を受けて当該国は推薦を取り下げた。2014年の第38回世界遺産委員会で審議対象となったが、登録に至らなかった。 | |                                                        |          |              |
| | 崇山の歴史的建造物群 | 中国                                                   | 登録延期 | 情報照会     |
| Historic monuments of Mount Songshan | | 中国                                                   | 登録延期 | 情報照会     |
| Monuments historiques du Mont Songshan | | 中国                                                   | 登録延期 | 情報照会     |
| 古来、宗教的にも文化的にも重要な位置を占めた嵩山は、古代王朝の皇帝たちの庇護を受けた山でもあり、嵩山少林寺をはじめとする多くの宗教施設や史跡が残る。この年の登録は見送られたが、翌年の第34回世界遺産委員会で「「天地の中央」にある登封の史跡群」として世界遺産リストに登録された。 | |                                                        |          |              |
| | シュヴェツィンゲンの選帝侯の夏宮殿 - フリーメイソンリーを暗示する庭園設計                                                   | ドイツ                                                 | 不登録   | ―            |
| Schwetzingen – A Prince Elector’s Summer Residence – Garden Design and Freemasonic Allusions | | ドイツ                                                 | 不登録   | ―            |
| Allemagne Schwetzingen – Une résidence d’été du prince électeur, art des jardins et allusions à la franc-maçonnerie | | ドイツ                                                 | 不登録   | ―            |
| シュヴェツィンゲンに残る18世紀半ばに建てられた城だが、ICOMOSからは推薦した登録基準全ての適用に否定的評価が示された。勧告を受けてドイツ当局は推薦を取り下げた。なお、後の第36回世界遺産委員会に際して「不登録」勧告を受けた時には取り下げずに審議に臨むが、「登録延期」決議となる。 | |                                                        |          |              |
| | インダス渓谷文明の遺跡群への拡大としてのメヘルガル、ラフマーン・デーリ、ハラッパー（「モヘンジョダロの考古遺跡群」の拡大）* | パキスタン                                             | 不承認   | 不承認       |
| Mehrgarh, Rehman Dheri and Harappa as an extension to the Indus Valley Civilization Sites (as an extension to the Archaeological Ruins at Moenjodaro) | | パキスタン                                             | 不承認   | 不承認       |
| Pakistan Mehrgarh, Rehman Dheri et Harappa en tant qu’extension des sites de la civilisation de la vallée de l’Indus (Extension des Ruines archéologiques de Mohenjo Daro) | | パキスタン                                             | 不承認   | 不承認       |
| インダス文明の代表的遺跡として知られるモヘンジョダロ（1980年登録）の拡大として推薦された遺跡群だったが、比較研究の不足などから「不登録」を勧告された。ICOMOSはパキスタン当局に対し、価値の証明を拡充させ、ハラッパーはモヘンジョダロの拡大案件として、残り2つはモヘンジョダロとは別個の新規推薦候補として再検討すべきことを助言したが、当局はそのままの構成で審議に臨み、不登録決議となった。ただし、委員会の決議においても、再検討のうえで新規物件として推薦できる余地は残された。 | |                                                        |          |              |
| | パラチーの黄金の道とその景観                                                                                                | ブラジル                                               | 登録延期 | 登録延期     |
| Gold Route in Paraty and its landscape | | ブラジル                                               | 登録延期 | 登録延期     |
| Route de l’Or à Paraty et son paysage | | ブラジル                                               | 登録延期 | 登録延期     |
| パラチーはオウロ・プレットで採掘された黄金をリスボンへと運び出す海港があった都市で、旧市街や黄金の輸送路の一部が推薦されていた。しかし、価値の証明の不十分さなどから、登録は見送られた。 | |                                                        |          |              |
| | ル・コルビュジエの建築と都市計画                                                                                            | フランス/ スイス/ ドイツ/ ベルギー/ アルゼンチン/ 日本 | 登録延期 | 情報照会     |
| The Architectural and Urban Work of Le Corbusier | | フランス/ スイス/ ドイツ/ ベルギー/ アルゼンチン/ 日本 | 登録延期 | 情報照会     |
| L’oeuvre architecturale et urbaine de Le Corbusier | | フランス/ スイス/ ドイツ/ ベルギー/ アルゼンチン/ 日本 | 登録延期 | 情報照会     |
| モダニズム建築の巨匠ル・コルビュジエが手がけた建築物のうち、フランスなど6か国22件を対象として推薦された。ユーラシアと南アメリカにまたがる大陸を越える推薦であり、委員国の投票に持ち込まれたが、登録は見送られた。最終的には第40回世界遺産委員会で「ル・コルビュジエの建築作品-近代建築運動への顕著な貢献-」として登録されることになる。 | |                                                        |          |              |
| | コースとセヴェンヌ | フランス                                               | 登録延期 | 情報照会     |
| The Causses and the Cévennes | | フランス                                               | 登録延期 | 情報照会     |
| Les Causses et les Cévennes | | フランス                                               | 登録延期 | 情報照会     |
| フランスのコース地方とセヴェンヌ山脈は、地中海式の農業・牧畜業が営まれてきた文化的景観が保存されている地域だが、2006年の第30回世界遺産委員会での「情報照会」決議に続いて、今回も「情報照会」決議となった。正式登録は、2年後の第35回世界遺産委員会でのことである。 | |                                                        |          |              |
| | サラン＝レ＝バンの大製塩所からアル＝ケ＝スナンの王立製塩所までの煎熬塩の生産（「アル＝ケ＝スナンの王立製塩所」の拡大）*     | フランス                                               | 承認     | 承認         |
| From the Great Saltworks of Salins-les-Bains to the Royal Saltworks of Arc-et-Senans, the production of open-pan salt (Extension to the Royal Saltworks of Arc-et-Senans) | | フランス                                               | 承認     | 承認         |
| De la grande saline de Salins-les-Bains à la saline royale d’Arc-et-Senans, la production du sel ignigène (Extension de la Saline royale d’Arc-et-Senans) | | フランス                                               | 承認     | 承認         |
| この拡大申請は、アル＝ケ＝スナンの王立製塩所が持っていた煎熬による製塩業の歴史を伝える側面と、啓蒙主義時代の先進的な産業都市計画を伝える側面のうち、主に前者の価値を補強するものとしてサラン＝レ＝バンの大製塩所が推薦されたものである。 | |                                                        |          |              |
| | ロロペニの遺跡群 | ブルキナファソ                                         | 登録     | 登録         |
| The Ruins of Loropéni | | ブルキナファソ                                         | 登録     | 登録         |
| Les Ruines de Loropéni | | ブルキナファソ                                         | 登録     | 登録         |
| ロロペニの遺跡群は10世紀ごろからの数百年間のサハラ砂漠における黄金交易の拠点のひとつだったと考えられている遺跡だが、未解明の部分もかなり残る。2006年に審議されたときには「情報照会」決議だったが、今回ブルキナファソ初の世界遺産として登録された。適用された世界遺産の登録基準は (3) である。 | |                                                        |          |              |
| | ポラツクの聖女イェフロシニアの精神を伝える有形遺産                                                                          | ベラルーシ                                             | 不登録   | ―            |
| Tangible Spiritual Heritage of St. Euphrosyne of Polotsk | | ベラルーシ                                             | 不登録   | ―            |
| Le patrimoine spirituel matériel de sainte Euphrosyne à Polotsk | | ベラルーシ                                             | 不登録   | ―            |
| この物件は12世紀の聖女イェフロシニアと結びつきの深いポラツクの聖ソフィア大聖堂と救世主顕栄聖堂の2件を対象としている。ICOMOSはいずれの聖堂も再建や大規模修復によって、聖女イェフロシニアの時代の建築様式や信仰生活を伝える物件としての完全性や真正性を認められないなどと判断し、不登録を勧告した。これを受けてベラルーシ当局は推薦を取り下げた。 | |                                                        |          |              |
| | 神聖都市カラル＝スーペ | ペルー                                                 | 登録     | 登録         |
| Sacred City of Caral-Supe | | ペルー                                                 | 登録     | 登録         |
| Ville sacrée de Caral-Supe | | ペルー                                                 | 登録     | 登録         |
| カラル遺跡は紀元前3000年頃にまで遡るアメリカ大陸最古の都市遺跡とも言われるもので、宗教的な巨大建造物群の遺跡などが残っている。適用された世界遺産の登録基準は (2)、(3)、(4) である。 | |                                                        |          |              |
| | ストックレー邸 | ベルギー                                               | 登録     | 登録         |
| Stoclet House | | ベルギー                                               | 登録     | 登録         |
| Palais Stoclet | | ベルギー                                               | 登録     | 登録         |
| ブリュッセルに残るストックレー邸は、ウィーン分離派に属するヨーゼフ・ホフマンが手がけた20世紀初頭の邸宅で、モダニズム建築の先駆とも評価されている。適用された世界遺産の登録基準は (1)、(2) である。 | |                                                        |          |              |
| | 歴史都市ヤイツェの文化地区                                                                                                  | ボスニア・ヘルツェゴビナ                               | 不登録   | ―            |
| Cultural property of the historic town of Jajce | | ボスニア・ヘルツェゴビナ                               | 不登録   | ―            |
| Zone culturelle de la ville historique de Jajce | | ボスニア・ヘルツェゴビナ                               | 不登録   | ―            |
| ヤイツェは中世に地形を利用して築かれた城塞都市であり、その地理的位置によって文化的多様性を取り込んで発展してきた。ICOMOSは内戦から立ち直って推薦に漕ぎ着けたことを評価しつつ、比較研究の不足や、真正性・完全性の証明不足など複数の問題を指摘し、不登録を勧告した。勧告を受けて当該国は推薦を取り下げた。 | |                                                        |          |              |
| | スチェヴィツァ修道院の救世主復活聖堂 （「モルダヴィアの聖堂群」の拡大）*                                                    | ルーマニア                                             | 情報照会 | 情報照会     |
| Church of the Resurrection of Suceviţa Monastery (Extension to the Churches of Moldavia) | | ルーマニア                                             | 情報照会 | 情報照会     |
| Église de la Résurrection du monastère de Suceviţa (Extension des Églises de Moldavie) | | ルーマニア                                             | 情報照会 | 情報照会     |
| ビザンティン美術の流れを汲むフレスコ画が外壁に描かれたモルダヴィア地方に残る聖堂群を対象としている世界遺産。7件が1993年に登録されており、スチェヴィツァ修道院の聖堂の追加が目指されたが、「情報照会」決議にとどまった。スチェヴィツァの聖堂は、翌年の第 34回世界遺産委員会で拡大登録が認められることになる。 | |                                                        |          |              |

## 抹消された物件

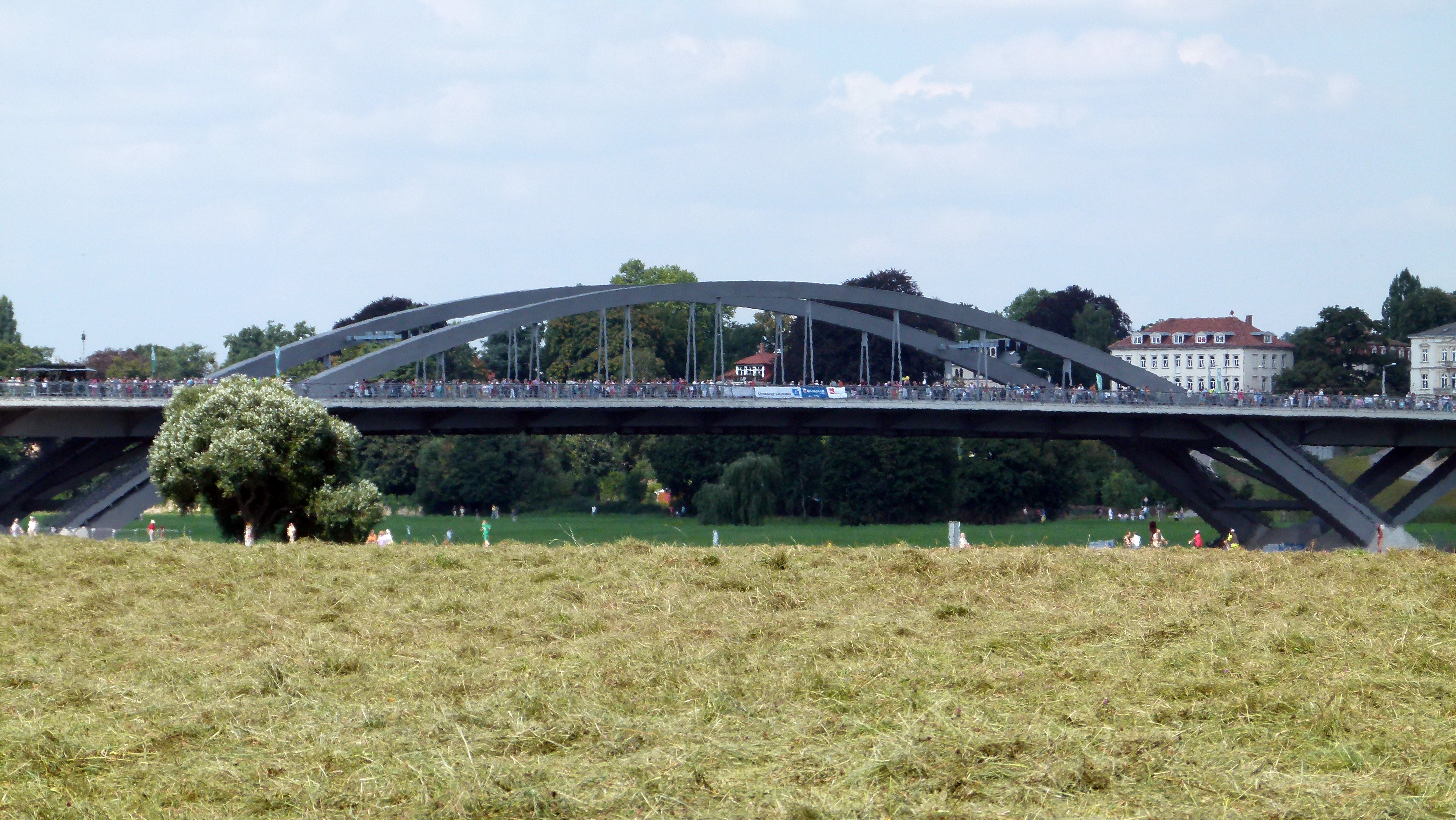
建設を巡って議論になったドレスデンのヴァルトシュレスヒェン橋

ドイツの世界遺産の一つであったドレスデン・エルベ渓谷（2004年登録）が、世界遺産リストから抹消された。この物件は文化的景観が評価されていたが、第二次世界大戦以前から存在していた橋の建設計画の進展によって、景観が持つ「顕著な普遍的価値」が失われる可能性が出てきたため、2006年からは危機にさらされている世界遺産（危機遺産）リストに登録され、世界遺産リストからの抹消の可能性が委員会審議でもたびたび言及されてきた。しかし、地元では住民投票の結果なども踏まえて建設が始まり、工事の中止や撤回が望めなくなったことから、世界遺産委員会は世界遺産リストからの抹消を決議した。
抹消される物件は、オマーンの世界遺産の一つであったアラビアオリックスの保護区（1994年登録、2007年抹消）に続いて2件目であるが、文化遺産として、また当該国の要請によらない委員会の主体的判断としては、最初の事例であった。
景観関連では2008年に旋開橋の取り壊しが問題となった月の港ボルドー（フランス、2007年登録）について、保全状況のありかたが今回も議論になった。

## 危機遺産
危機にさらされている世界遺産（危機遺産）リストからは2件が除去され、3件が新規に記載された。その結果、危機遺産の総数は31件となっている。
前述のように、ドレスデン・エルベ渓谷は世界遺産リスト自体から抹消されたため、危機遺産リストからも除去された。ほか1件が状況の改善によって危機遺産リストから除去され、都合2件減ったが、3件が追加されたため、総数としては1件増加の31件となった。

### リストからの除去
| 画像 | 登録名                                             | 保有国           | 世界遺産登録年 | 危機遺産登録年 |
| --- | -------------------------------------------------- | ---------------- | -------------- | -------------- |
| | ドレスデン・エルベ渓谷                             | ドイツ           | 2004年         | 2006年         |
| 詳しくは上の節を参照のこと。世界遺産リストから抹消されたことに伴う除去であり、状況改善による除去とは異なる。 |                                                    |                  |                |                |
| | 城壁都市バクー、シルヴァンシャー宮殿、及び乙女の塔 | アゼルバイジャン | 2000年         | 2003年         |
| アゼルバイジャンの首都バクーは様々な文化の影響を受けて発展してきた都市で、アゼルバイジャン建築の傑作と評価されているシルヴァンシャー宮殿や乙女の塔をはじめとする多数の歴史的建造物を擁している。この物件は2000年の大地震で被災した後の復興計画や保護計画に不備があったことや、都市開発による脅威などの問題から危機遺産に登録されていたが、状況が改善されたとして除去された。 |                                                    |                  |                |                |

### リストへの新規登録・再登録
| 画像 | 登録名                   | 保有国     | 世界遺産登録年 |
| --- | ------------------------ | ---------- | -------------- |
| | ムツヘタの歴史的建造物群 | グルジア   | 1994年         |
| グルジアの古都ムツヘタにはムツヘタ聖十字聖堂などの由緒あるキリスト教建造物が残るが、管理計画の不備や修復方法の妥当性に関する指摘が以前からなされていた。しかし、グルジア政府の対応が不十分であることから、危機遺産リスト登録が決議された。 |                          |            |                |
| | ロス・カティオス国立公園 | コロンビア | 1994年         |
| ロス・カティオス国立公園は中央アメリカと南アメリカ大陸の境界域に当たり、両者の生態系が混在する熱帯雨林地域として登録されたが、違法な森林伐採、密猟・密猟の横行などに対して、自国だけの対応に限界を認識したコロンビア政府が、国際世論の喚起なども目的として自発的に危機遺産リスト登録を要請した。この物件は2015年の第39回世界遺産委員会で危機遺産リストから除去されることになる。 |                          |            |                |
| | ベリーズ珊瑚礁保護区     | ベリーズ   | 1996年         |
| ベリーズ・バリア・リーフは、世界最大のグレート・バリア・リーフ（オーストラリア、1981年登録）に次ぐ規模の珊瑚礁で、希少な生態系も残る保護区だが、観光地化に伴う過度の開発やマングローブ林の伐採による環境悪化などを理由に、危機遺産リストに登録された。 |                          |            |                |

## 名称変更
以下の1件が当該国の要請に基づき名称変更された。
|                                 | 登録名                                | 登録名                   | 保有国     |
| ------------------------------- | ------------------------------------- | ------------------------ | ---------- |
|                                 | 旧                                    | タッターの歴史的建造物群 | パキスタン |
| Historical Monuments of Thatta  | 旧                                    |                          | パキスタン |
| Monuments historiques de Thatta | 旧                                    |                          | パキスタン |
| 新                              | タッター＝マクリの歴史的建造物群      |                          | パキスタン |
| 新                              | Historical Monuments at Makli, Thatta |                          | パキスタン |
| 新                              | Monuments historiques à Makli, Thatta |                          | パキスタン |

## その他の議題
諮問機関である国際記念物遺跡会議（ICOMOS）が前年に採択した『文化の道に関する憲章』を正式に認証した。